# Амори Вассили
Амори Вассили Шотар (фр. Amaury Vassili Chotard; 8 июня 1989, Руан, Верхняя Нормандия) — французский певец, один из самых молодых профессиональных теноров в мире. Его дебютный альбом Vincerò в 2009 году стал платиновым во Франции, и стал популярен в Канаде, ЮАР и Южной Корее. Вассили описывает стиль своих песен как «лирический поп».

## Биография
Вассили начал петь в возрасте 9 лет, поступил в музыкальную школу в Руане. В 14 лет Амори участвует в своём первом песенном конкурсе, где он исполнил песню «Amsterdam» Жака Бреля. На следующем конкурсе юный музыкант исполнил песню «Les Lacs du Connemara» Мишеля Сарду, но не прошёл в финал, несмотря на овации со стороны зрителей. В 2004 году Амори участвовал в «Coupe de France de la chanson française», и выиграл этот конкурс.
Слава к музыканту пришла вместе с дебютным альбомом Vincerò в 2009 году, который стал дважды платиновым во Франции (более 250 тысяч копий). Его второй альбом Canterò был выпущен в ноябре 2010 года.

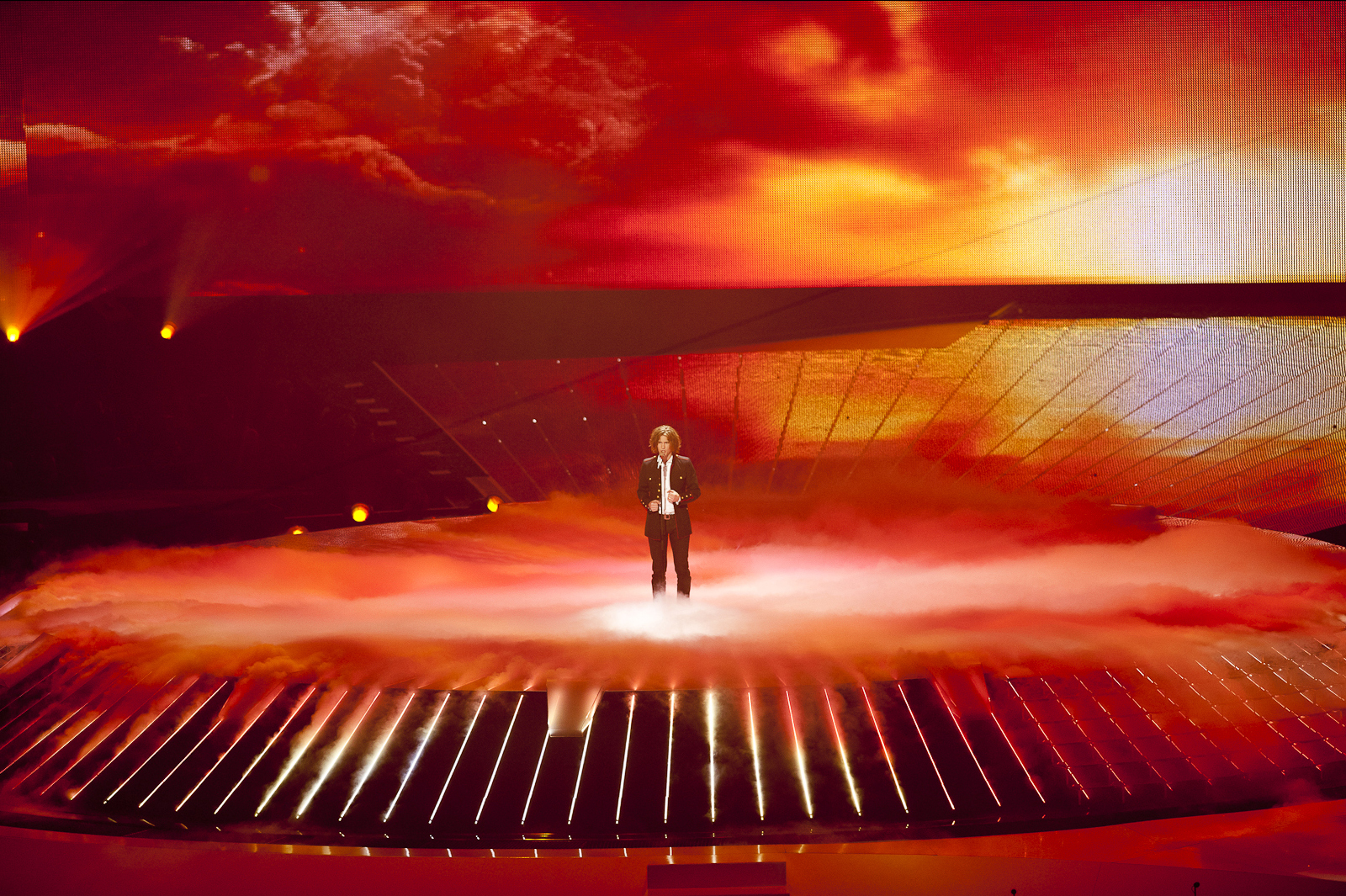
Фрагмент выступления на Евровидении

В 2011 году певец получил право представить свою страну на Евровидении 2011 с песней «Sognu» («Мечта», авторы слов Жан-Пьер Марсельези и Джулия Миллер, композиторы Дэниел Мойн и Квентин Башеле). Песня записана на корсиканском языке (диалекте итальянского языка). По правилам конкурса Амори не принимал участие ни в одном из полуфиналов и автоматически попал в финал, где выступил под одиннадцатым номером. Выступление имело относительный успех у европейской публики — с результатом в 82 балла Амори финишировал пятнадцатым.

## Личная жизнь
В интервью, данном в марте 2011 журналу Gala, Амори упомянул о том, что уже в течение четырёх лет встречается с девушкой по имени Стефани.

## Дискография
- Nos Instants de Liberté (демоальбом) (2006)
- Vincerò (2009)
- Canterò (2010)
- Una parte di me (2012)
- Amaury Vassili chante Mike Brant (2014)

## Синглы
- Lucente Stella (2009)
- Mi Fa Morire Cantando (2009)
- Endless Love (feat. Кэтрин Дженкинс) (2010)
- Sognu (2011)